# Цифровой видеорекордер

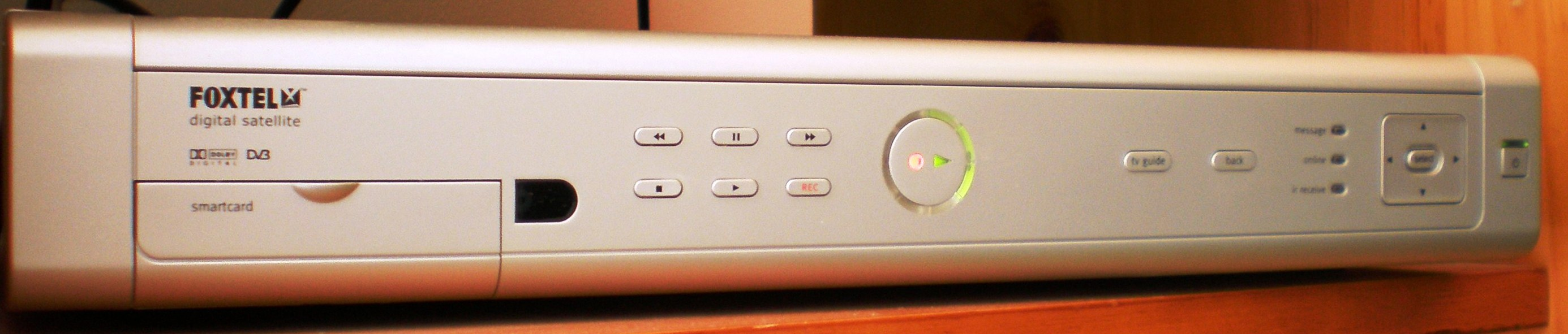
Комбинированный бытовой цифровой видеорекордер со спутниковым ресивером

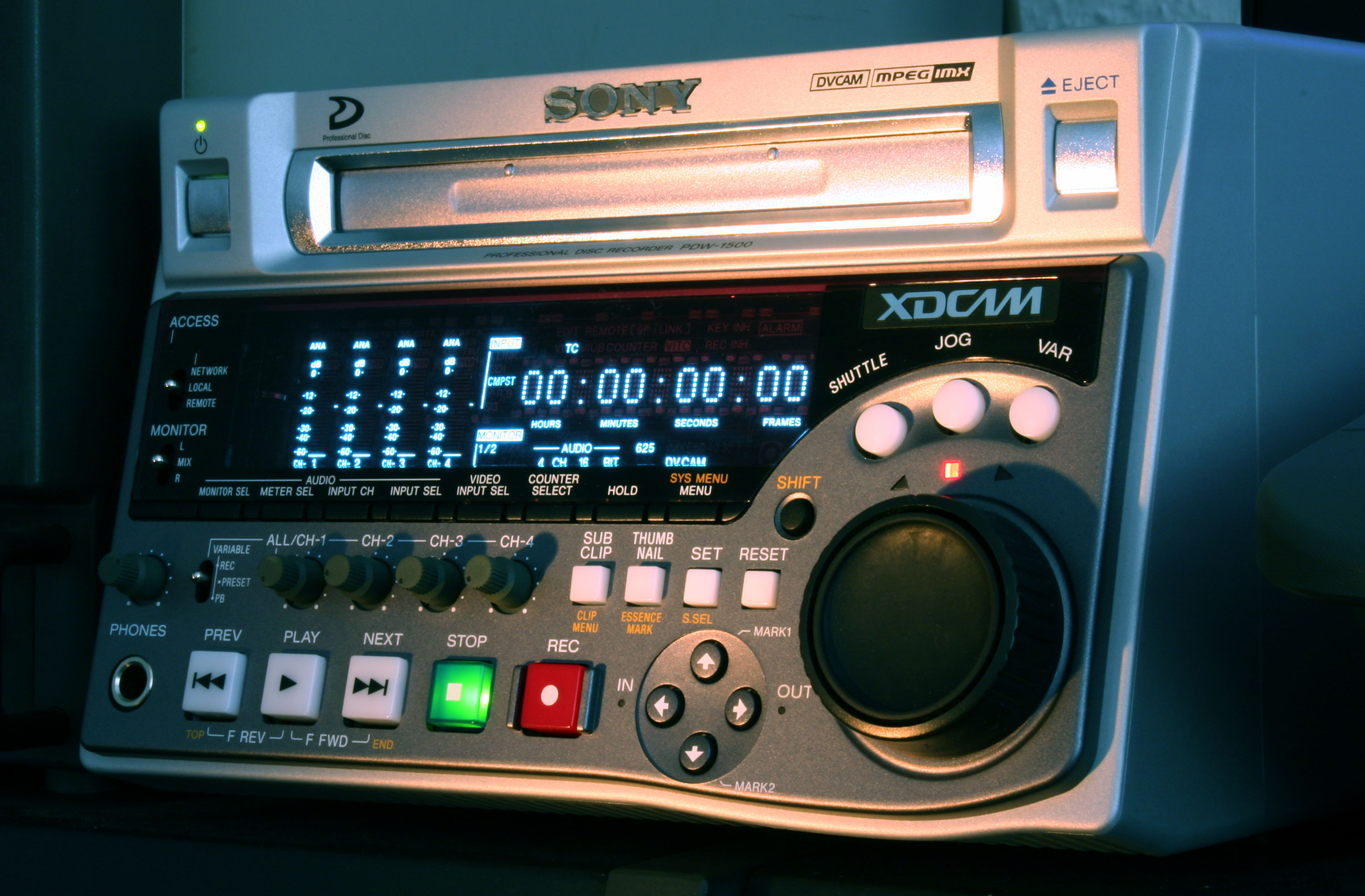
Профессиональный цифровой видеорекордер

Цифровой видеорекордер (от англ. Digital Video Recorder (DVR) цифровой видеомагнитофон) — устройство или приложение для записи видеосигнала и звука в цифровом формате на электронные носители с целью последующего воспроизведения. В качестве носителей могут применяться жёсткие диски, оптические диски, твердотельные накопители, USB-флеш-накопители, карты памяти. 
Цифровым видеорекордером также могут называться: 
- ресивер цифрового телевидения с возможностью прямой записи на жесткий диск
- портативный мультимедийный проигрыватель с записью
- рекордер камкордера с записью на карту памяти или диск
- видеорегистратор для систем видеонаблюдения
- приложения для персонального компьютера, которые позволяют захватывать видео и записывать его на жесткий диск.

Цифровой видеорекордер является дальнейшим развитием видеомагнитофона с применением безленточных технологий.

## Применение

### Запись ТВ программ
Бытовые цифровые видеорекордеры появились в начале 2000-х и изначально представляли собой стационарные устройства с возможностью записи видео и звука от внешних источников на DVD-R/RW, DVD+R/RW, DVD-RAM диски или могли иметь для этих целей встроенный жёсткий диск.  Также были  гибриды DVD-проигрывателей с жёстким диском. Появившиеся позже видеорекордеры со встроенным приёмником цифрового телевидения стали использовать возможности сервиса электронного ТВ гида и производить записи с учетом передаваемой программы передач.
В 2006 году LG анонсировал HD-телевизоры со встроенным видеорекордером. В 2007 году компания Rolsen Electronics анонсировала первые в мире ЖК-телевизоры со встроенным DVD-рекордером.  Подобные телевизоры упрощают подключение видеоаппаратуры и не требуют использования дополнительных кабелей (SCART или HDMI), так как все содержится внутри одного устройства, которое управляется одним пультом дистанционного управления.
В том же году компании Texas Instruments, PacketVideo и S3 продемонстрировали сотовый телефон со встроенным цифровым видеорекордером. 
Мультимедийные проигрыватели (медиаплееры) изначально имели возможность только воспроизводить видеофайлы. Однако, позже появились модели со встроенным ТВ-тюнером и возможностью записи видео на карту памяти или жёсткий диск. В марте 2007 года компания Ellion под брендом Hyundai M-Box начала производство первого в мире HD медиа рекордера. 
В случае использования сетевого медиаплеера видеоисточником может быть интернет-телевидение, передающее программы по протоколу IPTV.

### Системы видеонаблюдения
В системах видеонаблюдения используются видеорегистраторы, которые несколько отличаются от бытовых видеорекордеров увеличенным числом видеовходов, наличием разъёмов BNC и некоторых специфических функций, таких как детекторы движения, мультиэкран, запись с IP-видеокамер.

### Телепроизводство
На телестудиях, а также для внестудийной съемки кассетные видеомагнитофоны заменяются безленточными цифровыми рекордерами, которые предоставляют более широкий выбор возможностей. Профессиональные рекордеры отличаются повышенным качеством изображения и звука, наличием дополнительных цифровых интерфейсов, таких как SDI, AES/EBU, IEEE 1394, сигналов тайм кода и другими особенностями.

### Захват видео
На персональных компьютерах может осуществляться захват видеоматериалов в целях хранения или последующего нелинейного монтажа. Внешние источники могут подключаться к плате видеозахвата, установленной в ПК. 
Приложения, созданные для записи видео, позволяют пользователю настроить параметры кодирования видео и звука, произвести деинтерлейсинг и устранить эффект забегания развертки.

## Возможности
Видеорекордеры различаются по функциональности в зависимости от области применения и особенности самих устройств, однако могут содержать следующие функции: 
- функция немедленного или с задержкой по времени воспроизведения записываемого сигнала (функция Time Shifting)
- выбор качества (степени сжатия) записываемого видео и соответствующей вместимости носителей, то есть максимальной длительности всего записанного материала
- начало/остановка записи по расписанию
- простейшие монтажные функции - как удаление рекламы из записанного материала